# Associazione Calcio Gallaratese 1934-1935
Questa voce raccoglie le informazioni riguardanti l'Associazione Calcio Gallaratese nelle competizioni ufficiali della stagione 1934-1935.

## Rosa
| N. |                   | Ruolo | Calciatore         |
| -- | ----------------- | ----- | ------------------ |
|    | Italia (bandiera) | A     | Lino Angiolini     |
|    | Italia (bandiera) | A     | Teodoro Badà       |
|    | Italia (bandiera) | D     | Renato Bizzozzero  |
|    | Italia (bandiera) | P     | Domenico Bonzi     |
|    | Italia (bandiera) | C     | Gian Carlo Bossi   |
|    | Italia (bandiera) | P     | Ugo Bottini        |
|    | Italia (bandiera) | D     | Romildo Casarico   |
|    | Italia (bandiera) | D     | Francesco Ceriotti |
|    | Italia (bandiera) | A     | Fasoli             |

| N. |                   | Ruolo | Calciatore        |
| -- | ----------------- | ----- | ----------------- |
|    | Italia (bandiera) | C     | Vittorio Gatti    |
|    | Italia (bandiera) | C     | Augusto Mazzoleni |
|    | Italia (bandiera) | A     | Serafino Minoli   |
|    | Italia (bandiera) | A     | Perfetti          |
|    | Italia (bandiera) | A     | Guido Perina      |
|    | Italia (bandiera) | D     | Antonio Puricelli |
|    | Italia (bandiera) | A     | Ugo Rigamonti     |
|    | Italia (bandiera) | C     | Scandroglio       |
|    | Italia (bandiera) | C     | Secondo Tessiora  |